# Pelegrina sabinema
Pelegrina sabinema là một loài nhện trong họ Salticidae.
Loài này thuộc chi Pelegrina. Pelegrina sabinema được Maddison miêu tả năm 1996.